# Pointe du Grouin (Ille-et-Vilaine)
Pour les articles homonymes, voir Pointe du Grouin (homonymie).

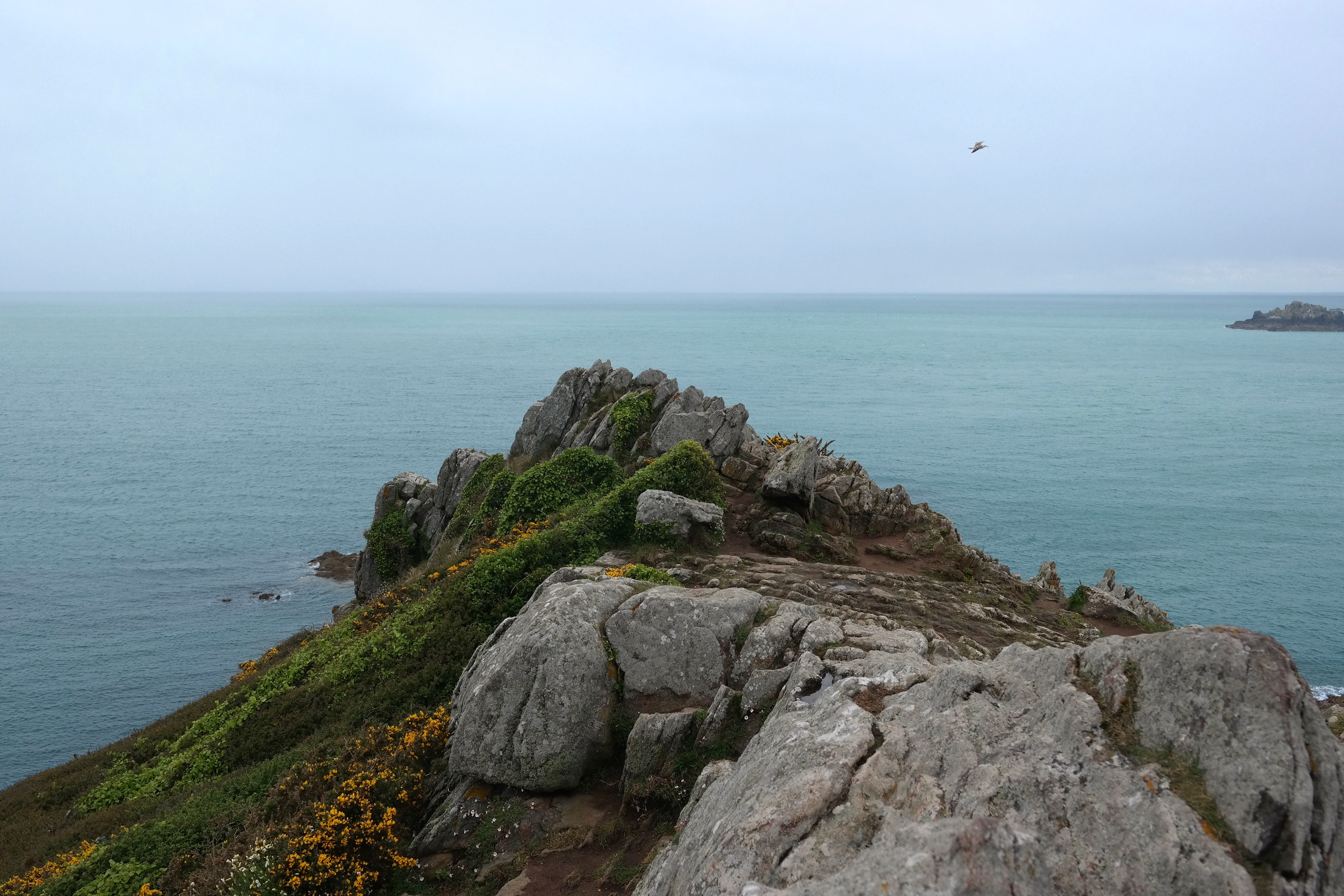
Pointe du Grouin.

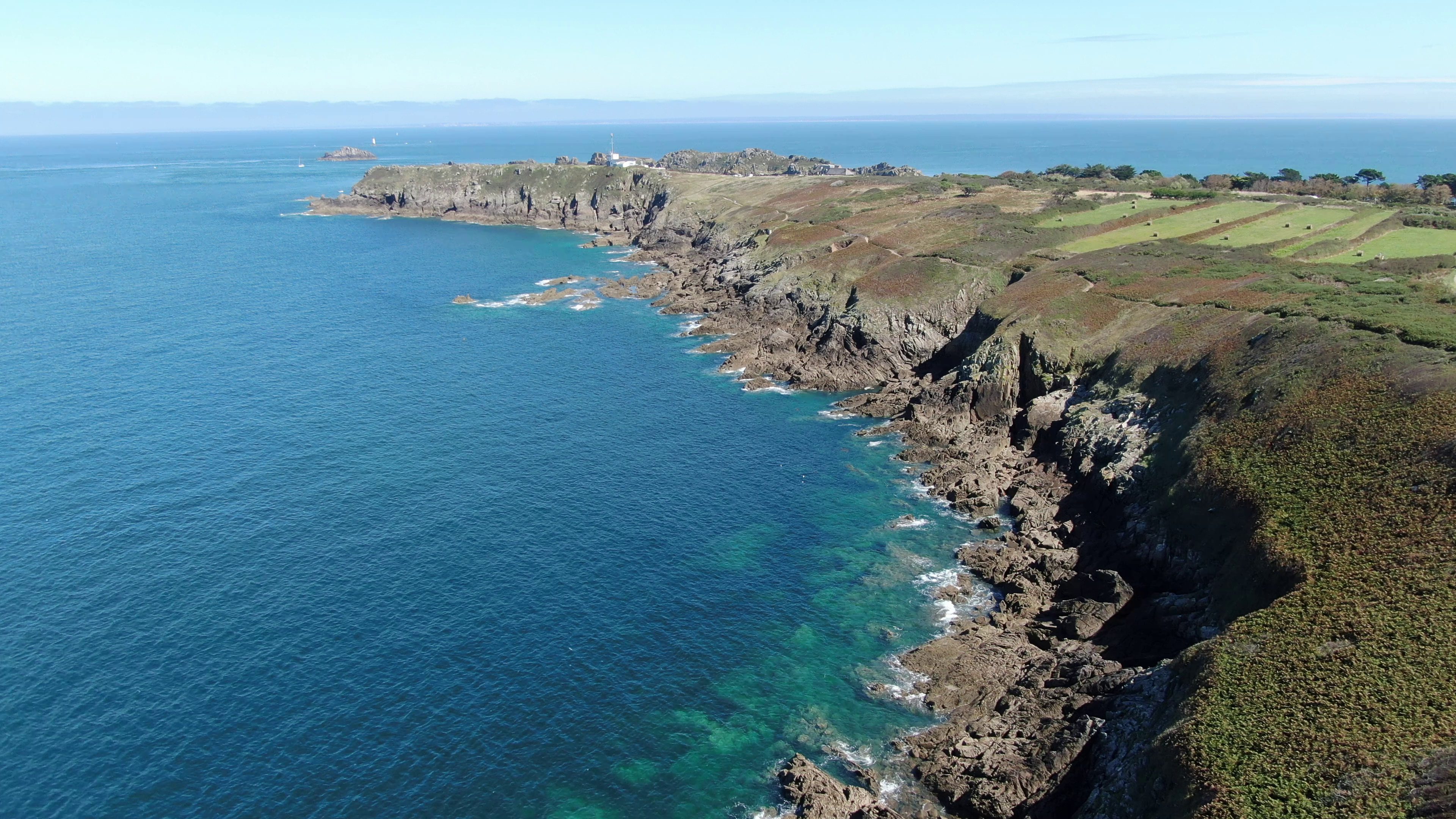
Pointe du Grouin vue drone.

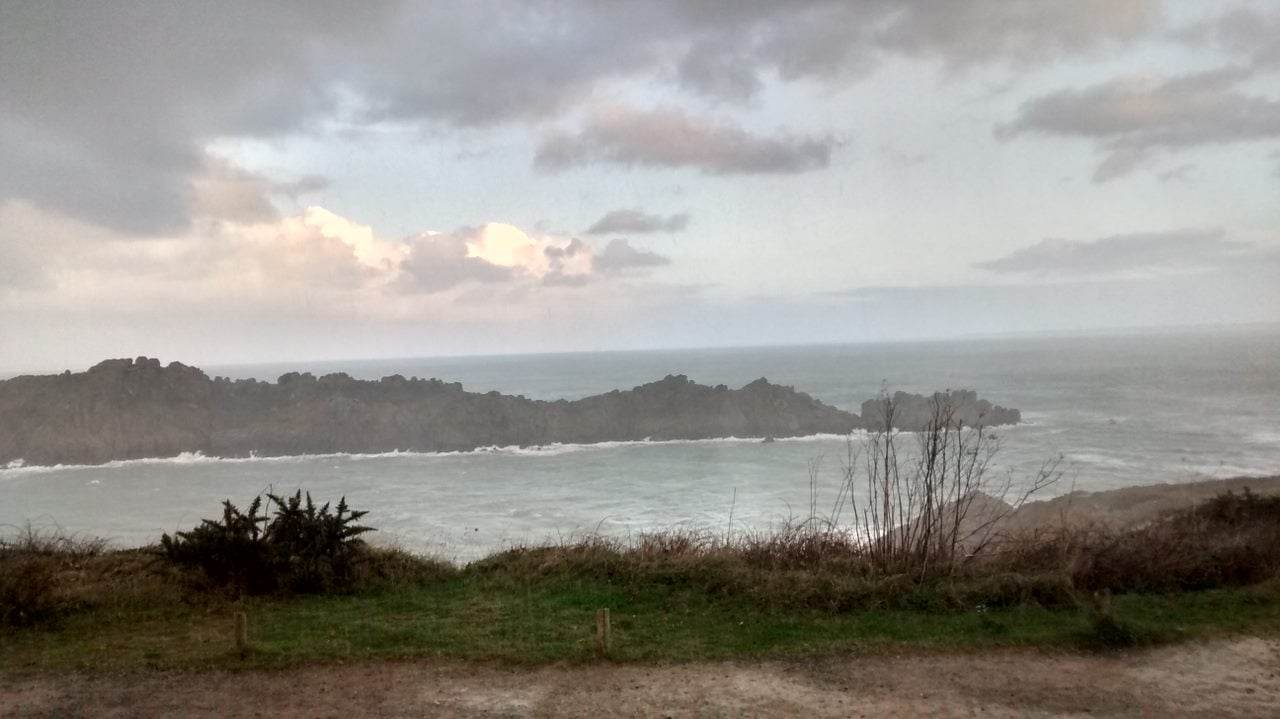
Sur le bord des falaises de la pointe du Grouin.

La pointe du Grouin, en Ille-et-Vilaine, est la pointe la plus au nord de Cancale. Dans son prolongement se trouve le phare de la Pierre-de-Herpin. Ce site de la Côte d'Émeraude accueille entre 600 000 et un million de visiteurs, les années de Route du Rhum dont la pointe sert à tracer la ligne de départ.
Cette pointe rocheuse et sauvage domine la mer de 40 mètres. Le panorama s'étend du cap Fréhel à Granville en passant par la baie du Mont Saint-Michel, au large des îles Chausey. Un sentier, le GR 34, permet d'aller à marée basse explorer une grotte creusée dans la falaise.
L'île des Landes, qui est en face, constitue une réserve ornithologique et botanique.

## Toponyme
Le nom de cette pointe se réfère à l'extrémité rocheuse comparée avec le groin d'un cochon.

## Historique
Le site de la Pointe du Grouin fait l’objet d’une protection au titre de la loi du 2 mai 1930 relative à la protection des monuments naturels et des sites à caractère artistique, historique, scientifique, légendaire ou pittoresque. L’espace naturel sensible de la Pointe du Grouin a fait l’objet d’acquisitions foncières par le Conseil général d'Ille-et-Vilaine au titre de sa politique des espaces naturels sensibles depuis 1977. Le Département est également propriétaire de son sémaphore édifié en 1861 et qui servait à surveiller le passage des bateaux au large. Ce poste de signalisation est remplacé en 1974 par le bâtiment actuel construit en retrait du premier, ce dernier étant désarmé en 1999. Il sert désormais à accueillir le public et assurer la préservation des sites naturels de la Côte d'Émeraude par la présence d'une exposition permanente gratuite.
La pointe fait partie de la côte de Cancale à Paramé qui a été désignée Zone spéciale de conservation par arrêté ministériel le 6 mai 2014. Ce site est donc intégré au réseau européen Natura 2000. Il abrite une flore et faune variée : Crapaud épineux, quatre espèces de reptiles (dont la Vipère péliade, espèce classée en danger sur la liste rouge régionale), avifaune landicole (avec 5 espèces considérées d'intérêt patrimonial : Fauvette pitchou, Pipit farlouse, Linotte mélodieuse, Bouvreuil pivoine et Fauvette grisette), 27 espèces de papillons de jour, soit 44 % des espèces présentes en Ille-et-Vilaine (dont le Machaon, espèce patrimoniale), 13 espèces de chauves-souris dont 3 espèces migratrices.

## Restauration végétale et conservation du littoral
Espace naturel sensible, ce site est soumis à une forte fréquentation touristique depuis la généralisation des congés payés par le Front populaire en 1936 (premiers aménagements, le chalet Marie-Louis, suivi de la construction de l’hôtel en pierre dans le style néo-breton en 1936 et tenu par les époux Abegg-Simon, installation d'un camping et développement de commerces — brasserie, restaurant, magasin de souvenirs — dans les années 1970. La dégradation de la végétation des falaises incite le département à entamer un 1986 un programme de restauration (mise en défens des pelouses et prairies aérohalines, gestion du stationnement, canalisation du public). En 2009, un plan de gestion est établi, fixant des enjeux prioritaires, notamment la préservation des habitats naturels et des paysages tout en améliorant le fonctionnement du site en termes d’accueil du public dont le pic de fréquentation peut dépasser les 3 000 visiteurs par jour. Ces mesures ont permis à la pointe du Grouin d'être recolonisée par une végétation très variée. La comparaison des cartes des végétations de 1982 et de 2009 montre une régression de 85 % des surfaces des landes sèches littorales (milieu accueillant de nombreuses espèces rares) liée notamment à la déprise agricole (particulièrement à celle du pâturage) et au développement des ourlets (roncier, ptéridaie) et fourrés mésophiles. Les résultats sont plus contrastés pour la végétations de falaise.
Une soixantaine d'essences végétales a été recensée en 2009, parmi lesquelles la criste marine, l'inule perce-pierre, la spergulaire marine, la petite centaurée marine, l'armérie, la Romulée columnaire, le jonc en têtes, 5 espèces végétales patrimoniales liées notamment aux secteurs à végétations pionnières issues de piétinement, et une espèce protégée, la Parentucelle à feuilles larges (en). Des espèces invasives sont également notées (Laurier cerise, Renouée du Japon, Buddleia de David à proximité d'un jardin paysager en bord de la D201) ainsi que des « espèces à surveiller » (Lyciet commun, Gesse à large feuille).
Le vent salé, les embruns, le piétinement, la pauvreté du sol favorisent certaines plantes. Les plantes halophiles (adaptées au milieu salé) se développent très bien.
Cette flore inextricablement liée à la faune (insectes, reptiles, oiseaux…) est une des richesses de la pointe du Grouin et, là aussi, une conservation et une protection du site s'imposent.

## Réserve ornithologique de l'île des Landes
En face de la pointe du Grouin se trouve l’île des Landes, une réserve ornithologique.
La SEPNB a assuré de 1980 à 2007 des animations estivales gratuites pour intéresser les visiteurs en leur proposant de découvrir les oiseaux de mer sur l’île des Landes à l'aide de longues-vues. La pointe elle-même offre le spectacle des vols d'étourneaux, pipits farlouses, hirondelles rustiques, pinsons des arbres, bergeronnettes grises, pinsons du nord, mésanges noires, tarins des aulnes. Les buissons abritent des espèces remarquables et à enjeux (roitelets et pouillots, fauvettes pitchou, pipit maritime, cisticole des joncs).

## Vestiges de la Seconde Guerre mondiale

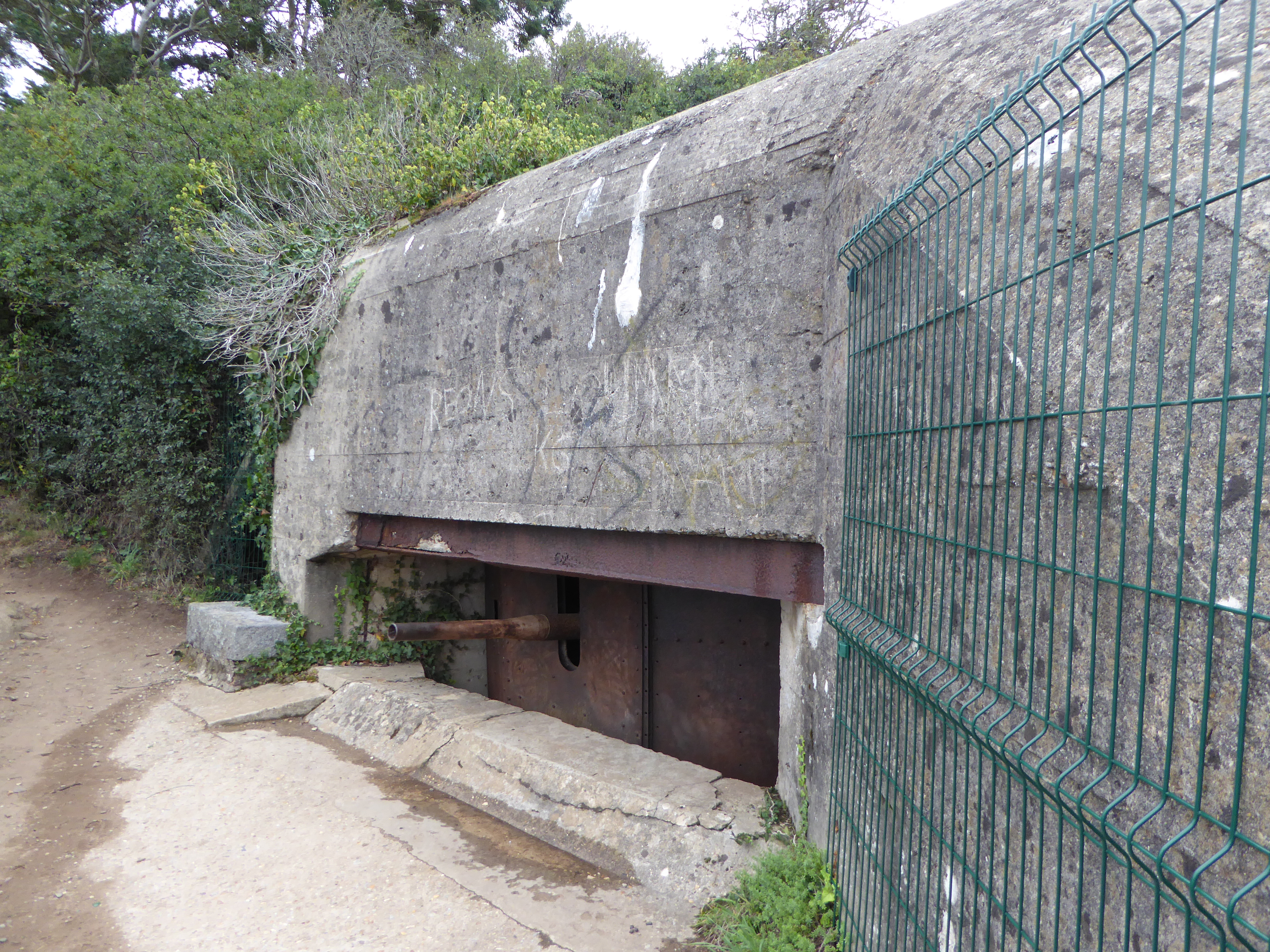
Casemate de type R667, ouvrage-type de défense du littoral.

Du fait de la situation stratégique de la Pointe, l'armée allemande y a édifié, lors de la Seconde Guerre mondiale, un important réseau de bunkers (abris, tobrouks), toujours visible. Les vestiges de ce mur de l'Atlantique ne comprennent pas moins d'une quinzaine de fortifications, certaines désormais cachées dans les broussailles.
Ces blockhaus sont depuis plusieurs années des gîtes favorables à l’hibernation des chiroptères (et notamment une espèce d'intérêt communautaire, le Grand rhinolophe) et des sites de chasse de deux autres espèces d'intérêt communautaire (Barbastelle d'Europe, Murin à oreilles échancrées).

## Cadre géologique

Carte géologique du Massif armoricain, avec au nord-est le batholite mancellien et ses nombreux plutons de granite cadomien (Trégor, Lanhélin, Louvigné, Cancale, Mont Dol, Avranches…). Ce batholite dessine une ellipse de 150 km (d'Alençon à la Rance) sur 90 km (de Vitré à Vire).

La pointe est localisée dans la partie médiane du domaine nord armoricain, unité géologique du Massif armoricain qui est le résultat de trois chaînes de montagne successives. Le site géologique de la bande côtière se situe plus précisément dans un bassin sédimentaire essentiellement briovérien dans lequel se sont mis en place des granitoïdes intrusifs formant le batholite mancellien,.
La morphologie littorale résulte de l'érosion différentielle entre une roche magmatique, le leucogranite de Cancale et les métasédiments briovériens plus tendres (métasédiments « à phtanites » présentant des alternances schisto-gréseuses) aux dépens desquels s'est formée la baie du Mont-Saint-Michel. Ce leucogranite, dont la mise en place a été datée à 555 +/- 16 Ma, s'est injecté selon une orientation N20°, de Saint-Méloir-des-Ondes jusqu’à la pointe, le long d’une importante zone de cisaillement, l’accident de Plouer-Cancale. La qualité des affleurements, excellente sur le littoral, permet d'observer au niveau de la pointe ce granite à gros grain et de couleur claire. Pétrographiquement, la roche présente une texture gneissique, foliée et œillée à mylonitique selon l’intensité de la déformation qui se traduit dans la roche par un étirement d'axe penté d’environ 50 ° nord-est. Sa paragenèse est à quartz, deux feldspaths (plagioclase et feldspath potassique) et deux micas (biotite et muscovite). Le leucogranite contient localement de fins niveaux sombres enrichis en biotites, interprétés comme des reliques de migmatites et rappelant qu'il forme la bordure orientale des migmatites de Saint-Malo. Les bandes de cisaillement et la dissymétrie des ombres de pression autour des clastes de feldspaths indiquent un cisaillement senestre.
Touristiquement, les principaux aspects de la géologie de cette bande côtière peuvent être abordés au cours de promenades géologiques qui permettent d'observer sur un espace réduit des roches d'âge et de nature différents, des structures géologiques (cisaillement, faille, pli, schistosité) témoins de phénomènes géologiques d'ampleur (magmatisme, tectogenèse, métamorphisme, érosion…).